# 가야누마 유세이
가야누마 유세이(일본어: 萱沼 優聖, 1993년 8월 6일 ~ )는 일본의 축구 선수이다.

## 구단 경력
그는 2015년부터 2024년까지 J리그의 카탈레 도야마, 가고시마 유나이티드 FC, 반라우레 하치노헤, YSCC 요코하마에서 활동하였다.